# ミラン・イェヴトヴィッチ
ミラン・イェヴトヴィッチ（セルビア語: Milan Jevtović, Милан Јевтовић、1993年6月13日 - ）は、セルビアのサッカー選手。オッド・グレンランド所属。ポジションはMF、FW。

## クラブ歴

### ボラツ・チャチャク
FKボラツ・チャチャクの下部組織出身。2012年にトップチームに昇格。しかし、2015年には半年に及ぶ給与未払い問題が発生、彼もまたストライキに参加した。このストライキはネナド・ララトヴィッチが監督に就任したため中断、成績も良くなったために解消された。その結果として2015年12月2日のセルビア・カップ2回戦でのレッドスター・ベオグラード戦があげられ、この試合でボラツ・チャチャクはレッドスター・ベオグラードを1-5で破った。

### LASKリンツ
2015年夏にLASKリンツに移籍。その直後にボラツ・チャチャクに期限付き移籍した。
2016年はFKボデ/グリムトに期限付き移籍。

### アンタルヤスポル
2016年夏にアンタルヤスポルに移籍金250万ユーロで移籍。しかし加入半年での出場時間は僅かに64分と非常に厳しいものであった。結果としてローゼンボリBKに期限付き移籍し出場機会を得た。

### レッドスター・ベオグラード
2018年6月22日にレッドスター・ベオグラードに完全移籍。2020年1月にAPOELニコシアに期限付き移籍。

### オーフス
2020年7月13日、オーフスGFに移籍した。

### オッド
2021年8月31日、オッド・グレンランドに移籍した。